# Arnold Peralta
Arnold Fabian Peralta Sosa (* 29. März 1989 in La Ceiba; † 10. Dezember 2015 ebenda) war ein honduranischer Fußballspieler. Er stand zuletzt beim CD Olimpia unter Vertrag. Mit der honduranischen Nationalmannschaft spielte er bei den Olympischen Sommerspielen 2012 in London.

## Karriere

### Verein
Arnold Peralta spielte von 2008 bis 2013 in der Liga Nacional de Fútbol Profesional de Honduras für den CD Vida. Für den Klub aus seiner Geburtsstadt La Ceiba, die an der Nordküste Honduras’ liegt, kam er regelmäßig im Mittelfeld zum Einsatz. Nachdem der Vertrag nach insgesamt vier Spielzeiten nicht verlängert worden war, wechselte er im Juni 2013 nach Schottland. Er unterschrieb einen Vierjahresvertrag bei den Glasgow Rangers aus der League One. Der Vertrag wurde allerdings erst mit dem Erlöschen des insolvenzbedingten Transferverbots der Rangers wirksam. Im Januar 2015 wurde Peraltas Vertrag bei den Rangers vorzeitig aufgelöst; er wechselte zurück nach Honduras zum CD Olimpia.

### Nationalmannschaft
Peralta spielte für Honduras erstmals 2009 bei einem großen Turnier. Mit der U-20 nahm er an der Weltmeisterschaft dieser Altersklasse in Ägypten teil. Mit der honduranischen Olympiaauswahl nahm er drei Jahre später an dem Fußballturnier der Olympischen Sommerspiele 2012 teil, wobei er zweimal in der Vorrunde und bei der 2:3-Niederlage gegen Brasilien im Viertelfinale zum Einsatz kam.
Sein Debüt in der honduranischen Nationalmannschaft gab er im September 2011 im Spiel gegen Paraguay. Mit der Mannschaft erreichte Peralta 2013 das Finale des Central American Cups, in dem Honduras mit 0:1 gegen Costa Rica verlor. Er wurde im Endspiel nach 72 Spielminuten von Nationaltrainer Luis Fernando Suárez gegen Georgie Welcome ausgetauscht.

## Tod
Am 10. Dezember 2015 wurde Peralta auf dem Parkplatz eines Supermarktes in La Ceiba erschossen. Zwei Tage nach seinem Tod wurde seiner im Ligaspiel seines ehemaligen schottischen Vereins mit einer Schweigeminute gedacht.

## Erfolge
- Meister Scottish League One mit den Glasgow Rangers: 2014